# Alessandro De Bosdari
Alessandro De Bosdari (Bologna, 10 maggio 1867 – Bologna, 12 maggio 1929) è stato un diplomatico italiano.

## Biografia
Alessandro De Bosdari nacque a Bologna, rampollo di una nobile famiglia cittadina di rango comitale che aveva aderito agli ideali risorgimentali.
Dopo essersi laureato il 21 giugno 1888 all'Università di Bologna in Giurisprudenza con una tesi dal titolo Di alcune questioni intorno al lusso, De Bosdari intraprese la carriera diplomatica divenendo ministro plenipotenziario a Sofia dove rimase dal 1910 al 1913 per poi passare ad Atene (1913-1918). Dopo questa prima fase divenne ambasciatore in Brasile ove rimase sino al 1921.
In quello stesso anno fu designato governatore di Rodi e del Dodecaneso, possedimento italiano, rimanendo in carica dal 17 agosto 1921 al 15 novembre 1922 dal momento che il 12 novembre di quello stesso anno aveva ottenuto la nomina ad ambasciatore a Berlino, ove rimase fino al 1926. Morì a Bologna nel 1929.

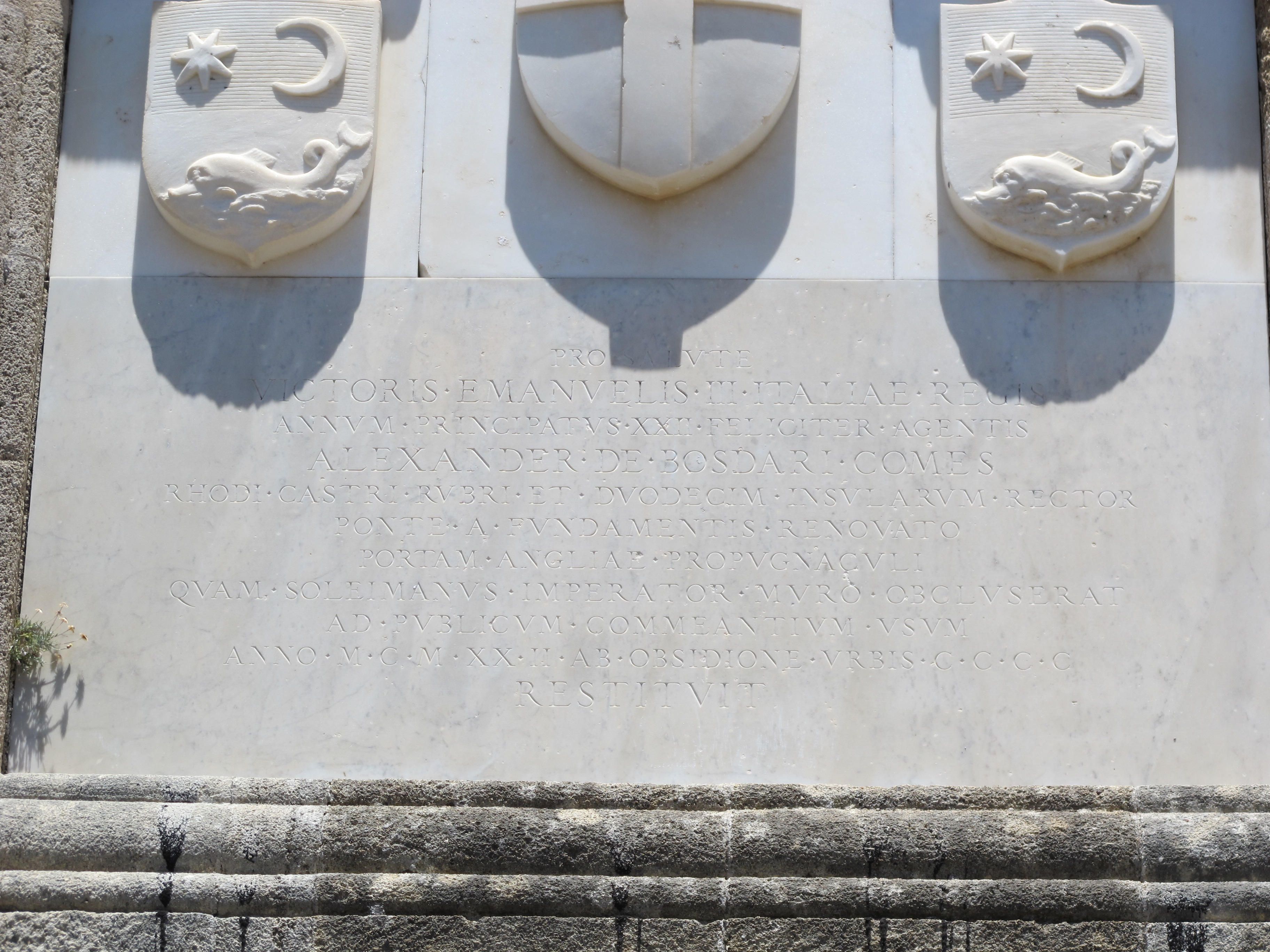
Targa che ricorda Vittorio Emanuele III e De Bosdari sulle mura di Rodi